# Lasioglossum denticolle
Lasioglossum denticolle is een vliesvleugelig insect uit de familie Halictidae. De wetenschappelijke naam van de soort is voor het eerst geldig gepubliceerd in 1891 door Morawitz.